# Mistrzostwa Świata w Hokeju na Lodzie 2003
Mistrzostwa Świata w Hokeju na Lodzie 2003 – 67. edycja mistrzostw świata organizowane przez IIHF, która odbyła się po raz szósty w Finlandii. Turniej Elity odbył się w dniach 26 kwietnia-11 maja, a miastami goszczącymi najlepsze drużyny świata były Helsinki, Tampere i Turku.
Czas i miejsce rozgrywania pozostałych turniejów:
- Dywizja I Grupa A: 15-21 kwietnia, Budapeszt (Węgry)
- Dywizja I Grupa B: 13-20 kwietnia, Zagrzeb (Chorwacja)
- Dywizja II Grupa A: 5-12 kwietnia, Seul (Korea Południowa)
- Dywizja II Grupa B: 24-30 marca, Sofia (Bułgaria)
- Kwalifikacje do Dywizji II: 3-6 kwietnia, Auckland (Nowa Zelandia))

## Elita
| Lp. | Drużyna           |
| --- | ----------------- |
|     | Kanada            |
|     | Szwecja           |
|     | Słowacja          |
| 4   | Czechy            |
| 5   | Finlandia         |
| 6   | Rosja             |
| 7   | Niemcy            |
| 8   | Szwajcaria        |
| 9   | Łotwa             |
| 10  | Austria           |
| 11  | Dania             |
| 12  | Ukraina           |
| 13  | Stany Zjednoczone |
| 14  | Białoruś          |
| 15  | Słowenia          |
| 16  | Japonia           |

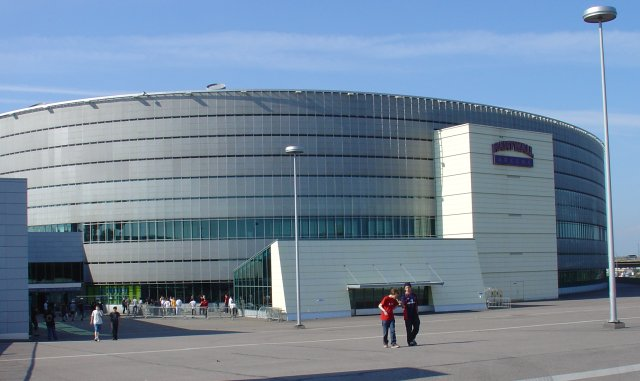
Hartwall Areena

W mistrzostwach elity uczestniczyło najlepszych 16 drużyn na świecie. System rozgrywania meczów był inny niż w niższych dywizjach. Najpierw odbywały się dwie fazy grupowe, a potem systemem pucharowym 8 drużyn walczyło o mistrzostwo. Najgorsze drużyny w pierwszej fazie grupowej zagrały między sobą systemem każdy z każdym. Dwie ostatnie drużyny spadły do pierwszej dywizji. Mecze zostały rozegrane w Finlandii po raz szósty. Ostatni turniej mistrzowski odbył się tu w 1997 roku.
Hale w których odbyły się zawody to:

Hartwall Areena (o pojemności 13 349 miejsc)

Elysée Arena (o pojemności 11 820 miejsc)

Tampere Ice Hall (o pojemności 7 800 miejsc)
Zawody odbyły się w dniach 26 kwietnia - 11 maja 2003 roku. Pierwszy mecz odbył się w Tampere o 15:00 czasu środkowoeuropejskiego, w którym reprezentacja Stanów Zjednoczonych przegrała 2:5 z reprezentacją Danii.
Mistrzem świata została reprezentacją Kanady, która po bramce Ansona Cartera w dogrywce pokonała reprezentacją Szwecji 3:2. Jednak w celu rozstrzygnięcia meczu sędziowie przez 5 minut przeglądali w powtórce wideo, czy Anson Carter prawidłowo zdobył bramkę.
Królem strzelców został Teemu Selänne, zdobywca 8 bramek. Najskuteczniejszym w punktacji kanadyjskiej okazał się Žigmund Pálffy, w której uzbierał łącznie 15 punktów (7 bramek i 8 asyst). W szóstce gwiazd znaleźli się: bramkarz Sean Burke, obrońcy: Jay Bouwmeester i Ľubomír Višňovský oraz napastnicy: Peter Forsberg, Mats Sundin oraz Dany Heatley. MVP turnieju został wybrany Mats Sundin.

Statystyki
- Klasyfikacja strzelców:  Teemu Selänne - 8 goli
- Klasyfikacja asystentów:  Jozef Stümpel - 11 asyst
- Klasyfikacja kanadyjska:  Žigmund Pálffy - 15 punktów
- Klasyfikacja +/-:  Martin Štrbák - +13
- Klasyfikacja skuteczności interwencji bramkarzy:  Oliver Jonas - 96,00%
- Klasyfikacja średniej goli straconych na mecz bramkarzy:  Sean Burke - 1,00

Dyrektoriat turnieju wybrał trójkę najlepszych zawodników, po jednej na każdej pozycji:
- Bramkarz:  Sean Burke
- Obrońca:  Ľubomír Višňovský
- Napastnik:  Mats Sundin
- Najbardziej Wartościowy Zawodnik (MVP):  Mats Sundin

Skład gwiazd wybrany przez dziennikarzy:
- Bramkarz:  Sean Burke
- Obrońcy:  Jay Bouwmeester,  Ľubomír Višňovský
- Napastnicy:  Peter Forsberg,  Mats Sundin,  Dany Heatley

## Pierwsza dywizja
Grupa A
| Lp. | Drużyna    |
| --- | ---------- |
| 1   | Kazachstan |
| 2   | Polska     |
| 3   | Węgry      |
| 4   | Holandia   |
| 5   | Rumunia    |
| 6   | Litwa      |

Grupa B
| Lp. | Drużyna         |
| --- | --------------- |
| 1   | Francja         |
| 2   | Norwegia        |
| 3   | Estonia         |
| 4   | Włochy          |
| 5   | Wielka Brytania |
| 6   | Chorwacja       |

W mistrzostwach pierwszej dywizji uczestniczyło 12 zespołów, które zostały podzielone na dwie grupy po 6 zespołów. Rozegrały one mecze systemem każdy z każdym. Zwycięzcy turniejów awansowali do mistrzostw świata Elity 2004, zaś najsłabsze drużyny spadły do II Dywizji.
Turnieje I Dywizji zostały rozegrane w dniach 13-21 kwietnia i rozgrywane były w:

Grupa A – Budapeszt (Węgry)

Grupa B – Zagrzeb (Chorwacja)

Statystyki Grupy A
- Klasyfikacja strzelców:  Jewgienij Korieszkow - 6 goli
- Klasyfikacja asystentów:  Tommie Hartogs - 8 asyst
- Klasyfikacja kanadyjska:  Jewgienij Korieszkow - 11 punktów
- Klasyfikacja +/-:  Andriej Sokołow - +10
- Klasyfikacja skuteczności interwencji bramkarzy:  Witalij Kolesnik - 97,44%
- Klasyfikacja średniej goli straconych na mecz bramkarzy:  Witalij Kolesnik - 0,65

Statystyki Grupy B
- Klasyfikacja strzelców:  Espen Knutsen - 4 gole
- Klasyfikacja asystentów:  Steve Thornton - 8 asyst
- Klasyfikacja kanadyjska:  Espen Knutsen - 9 punktów
- Klasyfikacja +/-:  Jonathan Weaver - +7
- Klasyfikacja skuteczności interwencji bramkarzy:  Fabrice Lhenry - 96,33%
- Klasyfikacja średniej goli straconych na mecz bramkarzy:  Fabrice Lhenry - 1,00

## Druga dywizja
Grupa A
| Lp. | Drużyna           |
| --- | ----------------- |
| 1   | Korea Południowa  |
| 2   | Jugosławia        |
| 3   | Hiszpania         |
| 4   | Australia         |
| 5   | Południowa Afryka |
| 6   | Meksyk            |

Grupa B
| Lp. | Drużyna        |
| --- | -------------- |
| 1   | Belgia         |
| 2   | Chiny          |
| 3   | Bułgaria       |
| 4   | Korea Północna |
| 5   | Izrael         |
| 6   | Islandia       |

W mistrzostwach pierwszej dywizji uczestniczyło 12 zespołów, które zostały podzielone na dwie grupy po 6 zespołów. Rozegrały one mecze systemem każdy z każdym. Zwycięzcy turniejów awansowali do I Dywizji 2004, zaś najsłabsze drużyny spadły do III Dywizji.
Turnieje II Dywizji zostały rozegrane w dniach 24 marca-12 kwietnia i rozgrywane były w:

Grupa A – Seul (Korea Południowa)

Grupa B – Sofia (Bułgaria)

## Trzecia dywizja
| Lp. | Drużyna       |
| --- | ------------- |
| 1   | Nowa Zelandia |
| 2   | Luksemburg    |
| 3   | Turcja        |

W tej części mistrzostw uczestniczyło 3 drużyn, które rozegrały mecze w jednej grupie systemem każdy z każdym. Najlepsze dwa zespoły awansowały do drugiej dywizji. Gospodarzem turnieju było miasto w Nowej Zelandii - Auckland.